# 越南更新革命黨
越南更新革命党，简称越新，是一个在越南境内秘密活动以及在越南国外活动的政党，其目的是以和平和政治手段在对越南进行改革，建立民主制度。
越新的前身是1980年4月30日由前南越海军准將黃基明建立的越南国家统一解放阵线（又稱黃機明陣線），该组织曾在地下活跃二十年之久。2004年9月19日，继任主席阮金解散了这个组织，改组为越南更新革命党并延续至今。
越新目前被越南当局列为非法政党和恐怖组织，然而事实上越新的成员们一直致力以非暴力手段来改变越南。2012年美国政府也承认没有任何证据显示越新有任何与恐怖组织相似的罪恶行径，并认为越新是一个“提倡民主改革的和平组织”。

## 歷史
根據越南更新革命黨的文件內容，越南國家統一解放陣線是由反對越南共產黨領導下的越南社會主義共和國政府的政治和武裝組織，如越南軍民力量、越南復興組織、自由越南組織等組成的團體。1980年4月30日，在南加利福尼亞州的一次會議上，這些團體解散，成立了越南國家統一解放陣線，由前海軍准將黃機明擔任主席，目標是聚集政治和武裝組織反對越南社會主義共和國政府。該組織的核心成員主要是越南共和國政府的軍官和前官員。
越南國家統一解放陣線的結構包括兩個部門：國內事務總部和海外事務總部。國內事務總部的職責是管理在越南社會主義共和國境內的活動和建設基礎設施；海外事務總部的職責是管理越南國家統一解放陣線在海外的活動，主要是籌集資金和招募海外越南人。
據越南更新革命黨文件顯示，越南境內「反共民族團結力量」、「民族抵抗陣線」、「越南光復力量」、「抵抗組織」等一批抵抗組織已被一一解散加入越南國家統一解放陣線。
1982年9月10日，越南國家統一解放陣線主席黃機明召開代表大會，成立越南更新革命黨，制定了綱領，確定了消滅越南共產黨政權的目標。
自1985年以來，越南國家統一解放陣線多次組織滲透越南社會主義共和國，與越南社會主義共和國政府的反對組織合作，為越南國家統一解放陣線建設基礎設施和發展人員。然而，這些運動並不成功，導致該組織攻擊武裝暴力的戰略崩潰。1987年8月，在進攻行動中，主席黃機明因預見自己的命運而身受重傷並自殺。
黃機明主席過世後，越南國家統一解放陣線幾乎成為海外越南人的抵抗宣傳形式。事實上，越南國家統一解放陣線的活動僅由越南更新革命黨負責。
而越南國家統一解放陣線於2004年9月正式宣布不再活動，並由越南更新革命黨取代。

## 外部連結
- 越南更新革命黨公式網站 （页面存档备份，存于）
- 越南更新革命黨的Facebook專頁
- 越南更新革命黨的X（前Twitter）